# Frágiles (sèrie de televisió argentina)
Frágiles és una sèrie de televisió per internet de drama i suspès policial argentina original de Flow. La història segueix a una jove que és enviada a un poble petit per a investigar un assassinat recent que té una connexió amb la mort de la seva mare. És protagonitzada per Luciano Cáceres, Carla Quevedo, Ludovico Di Santo, Malena Sánchez i Andrés Gil. La sèrie es va estrenar el 31 d'agost de 2023.

## Argument
La sèrie se centra en un assassinat comès pel líder d'una secta anomenada «El Arca», que es va fundar en la dècada dels noranta en un poble llunyà. Un dia, Olivia, una jove assistent d'un fiscal espanyol, se li assigna la tasca d'investigar un cas policial en aquest mateix poble, on temps enrere va ocórrer la mort de la seva mare. Durant el seu sojorn, coneix a Román, un jove vilatà que coneix millor que ningú la comunitat i s'uneix a ella per a descobrir la veritat que hi ha darrere dels crims atroços que assoten als habitants.

## Repartiment
- Luciano Cáceres com Eugenio Goya
- Carla Quevedo com Olivia Grecco
- Ludovico Di Santo com Camilo Goya
- Malena Sánchez com Sara Grecco
- Andrés Gil com Román Macías
- Rafael Spregelburd com Germán Macías
- Julián Cerati com Pedro Hoyos
- Guillermo Arengo com Ariel Ferraro
- Daryna Butryk com Lola
- Emilia Claudeville com Carolina
- Mora Segade com Lara
- Ana Celentano com Rita
- Eugenia Alonso com Cristal
- Alba Iturrioz com Helena Cardino
- Sandra Mihanovich com Isabel Grecco
- Marc Clotet com Julián

## Episodis
| Núm. | Títol               | Direcció      | Guió                                                                        | Data d'emissió original |
| ---- | ------------------- | ------------- | --------------------------------------------------------------------------- | ----------------------- |
| 1    | «Destinos cruzados» | Diego Palacio | Lucas Molteni, Diego Palacio, Nacho Viale, Juan Cordoni y Luciano Cocciardi | 31 d'agost de 2023      |
| 2    | «La familia»        | Diego Palacio | Lucas Molteni, Diego Palacio, Nacho Viale, Juan Cordoni y Luciano Cocciardi | 31 d'agost de 2023      |
| 3    | «La última cena»    | Diego Palacio | Lucas Molteni, Diego Palacio, Nacho Viale, Juan Cordoni y Luciano Cocciardi | 31 d'agost de 2023      |
| 4    | «El sacrificio»     | Diego Palacio | Lucas Molteni, Diego Palacio, Nacho Viale, Juan Cordoni y Luciano Cocciardi | 31 d'agost de 2023      |
| 5    | «El exilio»         | Diego Palacio | Lucas Molteni, Diego Palacio, Nacho Viale, Juan Cordoni y Luciano Cocciardi | 31 d'agost de 2023      |
| 6    | «La melodía»        | Diego Palacio | Lucas Molteni, Diego Palacio, Nacho Viale, Juan Cordoni y Luciano Cocciardi | 31 d'agost de 2023      |
| 7    | «Todos somos uno»   | Diego Palacio | Lucas Molteni, Diego Palacio, Nacho Viale, Juan Cordoni y Luciano Cocciardi | 31 d'agost de 2023      |
| 8    | «El destino»        | Diego Palacio | Lucas Molteni, Diego Palacio, Nacho Viale, Juan Cordoni y Luciano Cocciardi | 31 d'agost de 2023      |

## Producció

### Desenvolupament
Al setembre del 2022, es va anunciar que StoryLab i Telecom Argentina havien començat amb la preproducció de la sèrie amb Nacho Viale en la producció executiva, Diego Palacio en la direcció i Lucas Molteni en l'escriptura dels guions. Al seu torn, es va comunicar que la sèrie tindria un total de vuit episodis i que seria presentada en el Fòrum Iberseries & Platíno Industria per buscar socis a Espanya. D'altra banda, es va revelar que l'argument de la sèrie tractaria sobre la recerca d'una mort a càrrec d'una jove assistent d'un poderós fiscal espanyol.
Més tard, la producció va rebre llum verda quan va resultar ser un dels productes guanyadors del programa «Renéixer Audiovisual», un pla impulsat pel Ministeri de Cultura i la Secretaria de Mitjans i Comunicació Pública per a fomentar la ficció nacional. El 22 d'agost de 2023, es va realitzar el avant premiere de la sèrie, on es va mostrar el primer avançament i es va descobrir que la seva estrena seria el 31 d'agost.

### Rodatge
La fotografia principal va iniciar a mitjan març del 2023 i es va estendre durant deu setmanes en la província de Buenos Aires. Les locaciones utilitzades per a filmar les escenes de la sèrie van ser Tigre, Cañuelas i Ezeiza.

### Càsting
A l'inici de la producció, es develó que Marc Clotet, Juan Gil Navarro, Santiago Achaga i Esteban Pérez estaven en tratativas per a interpretar els papers principals. Tanmateix, amb l'anunci del rodatge de la sèrie, es va confirmar que l'elenc estaria integrat per Luciano Càceres, Carla Quevedo, Malena Sánchez, Ludovico Di Sant, Andrés Gil, Rafael Spregelburd i Ana Celentano.

## Recepció

### Comentaris de la crítica
En una ressenya pel lloc web Escribiendo cine, Juan Pablo Russo va assenyalar que «el guió aconsegueix mantenir el suspens en constant ascens al llarg dels vuit episodis» i que «la trama es desembolica de manera convincent», mentre que Carla Quevedo ofereix una actuació caracteritzada per una «notable convicció» i va destacar la fotografia de la sèrie, al·ludint que el treball de Fernando Acatto «és crucial per a crear l'atmosfera de tensió i misteri que impregna la narrativa».

### Premis i nominacions
| Llista de premis i nominacions | Llista de premis i nominacions | Llista de premis i nominacions      | Llista de premis i nominacions | Llista de premis i nominacions | Llista de premis i nominacions |
| Any                            | Organització                   | Categoria                           | Nominat/a(s)                   | Resultat                       | Ref(s)                         |
| ------------------------------ | ------------------------------ | ----------------------------------- | ------------------------------ | ------------------------------ | ------------------------------ |
| 2023                           | Premis Cóndor de Plata         | Millor minisèrie o unitari          | Frágiles                       | Nominat                        | [ 11 ]                         |
| 2023                           | Premis Cóndor de Plata         | Millor actriu protagonista en drama | Carla Quevedo                  | Nominat                        | [ 11 ]                         |